# La Canopée
La Canopée (v překladu stromové patro) je stavba umístěná nad stanicí Châtelet-Les-Halles a obchodním centrem Forum des Halles v pařížské čtvrti Les Halles.
V roce 2007 byla vypsána mezinárodní architektonická soutěž na modernizaci a přestavbu obchodního centra Forum des Halles. Stavba byla otevřena dne 6. dubna 2016.

## Vývoj
Bývalá tržnice, kterou Émile Zola popsal jako Břicho Paříže, byla v 60. letech 20. století stržena. Na jejím místě vzniklo obchodní centrum a podzemní dopravní uzel pařížské dopravní sítě.
Podzemní část sahá až do hloubky 24 m a má přes 500 m na délku až k Place du Châtelet. Podzemní stanice a nákupní centrum zabírají pět podzemních podlaží, kterými projde 800 000 osob denně.
Předběžnou diskusi o renovaci čtvrti Les Halles inicioval v roce 2002 starosta Paříže Bertrand Delanoë. V roce 2004 vyhrál tým SEURA soutěž na definování projektu restrukturalizace čtvrti Les Halles.
V roce 2007 zvítězili Patrick Berger a Jacques Anziutti se svým projektem nazvaným La Canopée v mezinárodní architektonické soutěži, kterou pro oblast Les Halles vyhlásilo město Paříž.
V roce 2008 také vyhráli soutěž vyhlášenou společnostmi RATP a STIF na přestavbu stanice metra Châtelet-Les Halles, která se nachází pod Canopée.
Celkovou architekturu navrhl Patrick Berger. Tyto dva překrývající se projekty tvoří svým architektonickým řešením jeden celek.

## Popis
La Canopée má za úkol zastřešit veřejný prostor. Stavba dosahuje do výšky 14 m nad zemí.
Centrální prostor vytvořený pod Canopée je veřejný prostor o třech úrovních. Nejnižší úroveň, patio zvané Pina Bausch, umožňuje přestup do stanice Châtelet-Les Halles. Další podlaží představuje přístup do nákupního centra a následně probíhá napojení na Jardin Nelson-Mandela.
Brána Lescot široká 26 m ústí do Passage de la Canopée. Ta navazuje přímo na park Jardin Nelson-Mandela.
V La Canopée se nachází několik kulturních zařízení o celkové ploše 14.500 m2.
Mozartova konzervatoř pro čtyři centrální pařížské obvody sídlí v  jižním křídle.
Severní křídlo hostí několik kulturních zařízení: v přízemí je kiosek pro mládež. V prvním patře se nachází mediatéka Canopée. Veřejnou nabídku doplňuje také v prvním patře kulturní centrum La Place výhradně věnované hip hopu. Ve druhém patře severního křídla se nachází také sídlo Maison des Pratiques artistiques amateurs (Dům amatérských uměleckých praxí) se zkušebnami pro velké orchestrální a sborové formace.
Nachází se zde také něco málo přes 5000 m2 plochy obchodů v přízemí se dvěma restauracemi ve směru k zahradě.
Také jiné stavby ve čtvrti prošly také významnou architektonickou  obnovou (Bourse de commerce, Louvre des antiquaires, La Samaritaine, centrální pošta Louvre aj.).
Celá renovace Les Halles byla odhadnuta v roce 2006 za částku 250 milionů eur. V roce 2016 činily náklady jen na Canopée 216 milionů eur (a 918 milionů eur na celý projekt).